# Astropecten javanicus
Astropecten javanicus is een kamster uit de familie Astropectinidae. De wetenschappelijke naam van de soort werd in 1871 gepubliceerd door Christian Frederik Lütken.